# Pelerine

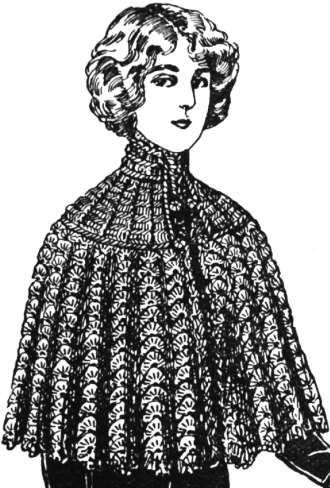
Gehaakte pelerine, 1911

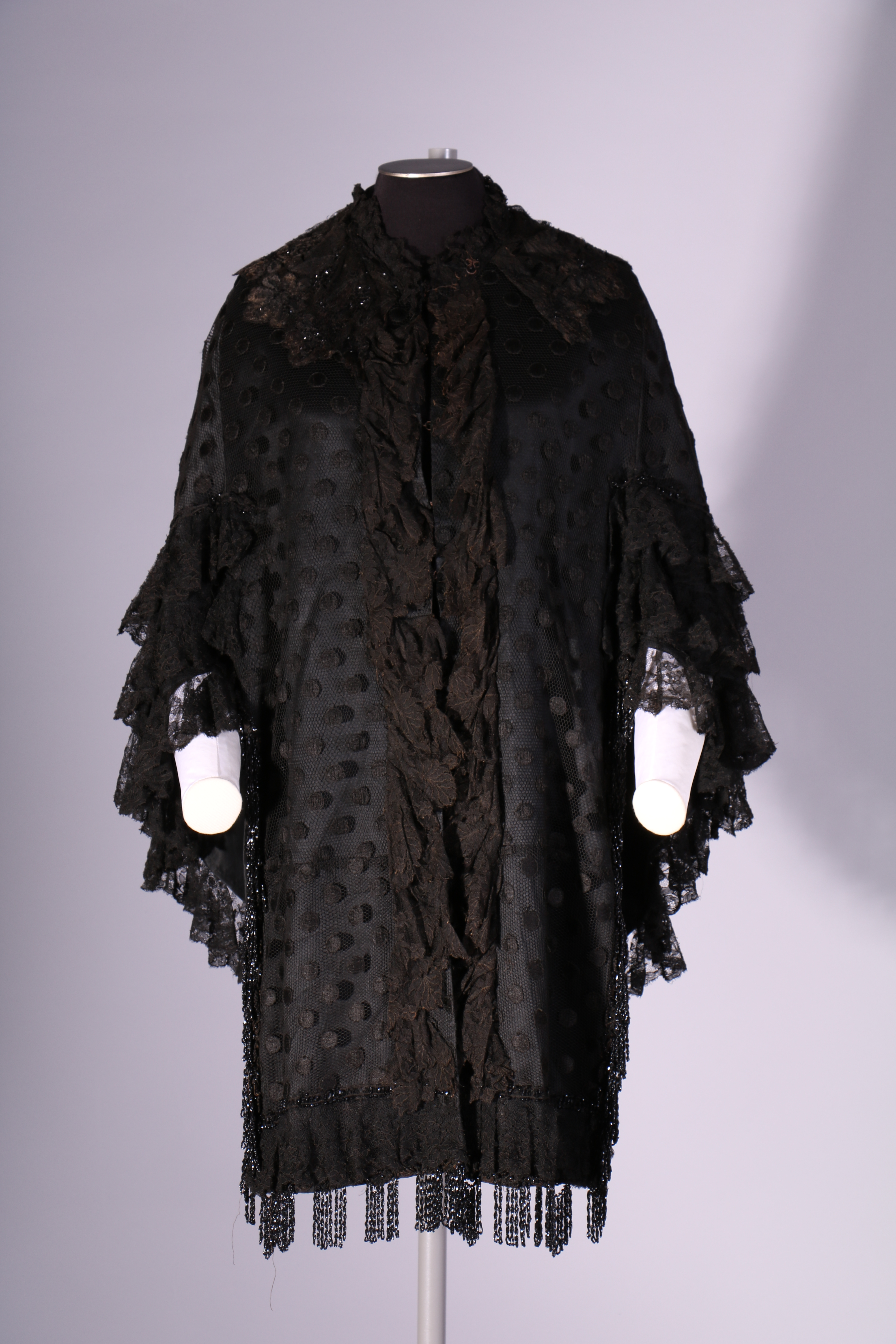
Pelerine in zwarte zijde met kantversiering, 1860-1910, MMH.2009.0314, Modemuseum Hasselt

Een pelerine (ook pellerine genoemd) is een korte cape die de schouders bedekt. 
Het woord is afgeleid van het Franse pèlerin dat pelgrim betekent, en is een verwijzing naar de schoudermantels die pelgrims in de middeleeuwen droegen.
Vanaf de 18e eeuw gingen steeds meer vrouwen van alle maatschappelijke standen de pelerine dragen. De pelerine werd meestal gedragen als overmantel. Een pelerine met bontranden werd begin 20e eeuw op feesten gedragen.
Een pelerine maakte soms deel uit van andere kledingstukken, zoals het geval is bij de havelock, een mantel die veel werd gedragen in de 19e en begin 20e eeuw. Een pelerine van hermelijnbont maakt deel uit van een traditionele Europese koningsmantel.